# ديفيد فرنانديز
ديفيد فرنانديز (بالإنجليزية: David Fernández)‏ هو لاعب تنس الطاولة أمريكي، ولد في القرن العشرين في بورتوريكو في الولايات المتحدة.